# Franz Fritz
Franz Fritz (ur. 16 maja 1925) – austriacki lekkoatleta, płotkarz i tyczkarz.
Na mistrzostwach Europy w 1950 odpadł w eliminacjach w biegach płotkarskich na 110 i 400 metrów.
Dziesięciokrotny mistrz Austrii: w biegach na 110 metrów przez płotki (1948–1951, 1953), 200 metrów przez płotki (1951), 400 metrów przez płotki (1949 i 1950) oraz w skoku o tyczce (1951 i 1953).
Trzykrotnie ustanawiał rekord kraju na 400 metrów przez płotki:
- 54,7 (21 sierpnia 1949, Stambuł)[2]
- 54,3 (12 sierpnia 1950, Monachium)[2]
- 54,0 (8 października 1950, Mediolan)[2]

Raz w skoku o tyczce:
- 4,12 (17 maja 1952, Budapeszt)[3]

## Rekordy życiowe
- Bieg na 110 metrów przez płotki – 15,2 (1950)
- Bieg na 200 metrów przez płotki – 24,8 (1950)
- Bieg na 400 metrów przez płotki – 54,0 (1950) wynik ten był do 1952 roku rekordem Austrii[2]
- Skok o tyczce – 4,12 (1952) wynik ten był do 1958 roku rekordem Austrii[3]